# Parnassia vanensis
Parnassia vanensis är en benvedsväxtart som beskrevs av Aznav. Parnassia vanensis ingår i släktet Parnassia och familjen Celastraceae. Inga underarter finns listade.